# Spârleni
Spârleni – wieś w Rumunii, w okręgu Vâlcea, w gminie Gușoeni. W 2011 roku liczyła 494 mieszkańców.